# المتحدة للإنتاج الأمريكية
المتحدة للإنتاج الأمريكية (بالإنجليزية: UPA)‏ هي شركة إنتاج أفلام أمريكية، تأسست في 1941، يقع مقرها في بربانك، كاليفورنيا، وقد تم تأسيسها بواسطة Zack Schwartz ‏، وDavid Hilberman ‏، وStephen Bosustow ‏.